# Acetanaerobacterium elongatum
Acetanaerobacterium elongatum è una specie di batterio appartenente alla famiglia delle Clostridiaceae.